# نبرد تیمبرا
نبرد تیمبرا (انگلیسی: Battle of Thymbra) نبردی بود که در دسامبر ۵۴۷ پیش از میلاد بین کوروش بزرگ و کرزوس روی داد. در این رزم هخامنشیان پیروز شدند.